# Satun (Provinz)
Satun (thailändisch สตูล [sā.tūːn]) ist eine Provinz (Changwat) in der Südregion von Thailand. Die Hauptstadt der Provinz heißt ebenfalls Satun.

## Etymologie
Der Name Satun ist die thailändische Version seines malaiischen Namens Setul (Santol, oder Wilder Mangostanbaum).

## Geographie
Satun liegt im Süden von Thailand, etwa 970 Kilometer von Bangkok entfernt an der Westküste der Malaiischen Halbinsel zur Straße von Malakka. Die Landschaft ist bergig mit einer Tiefebene zum Meer hin.
Zur Provinz gehören mehr als 60 größere und kleinere Inseln, die meisten von ihnen sind in Nationalparks geschützt. In der Provinz liegen die folgenden Nationalparks: der Nationalpark Thale Ban, der Nationalpark Tarutao und der Nationalpark Mu Ko Phetra.
| Angrenzende Provinzen und Gebiete: | Angrenzende Provinzen und Gebiete: |
| ---------------------------------- | ---------------------------------- |
| Norden                             | Trang und Phatthalung              |
| Osten                              | Songkhla                           |
| Süden                              | Grenze zu Malaysia                 |
| Westen                             | Küste zum Indischen Ozean          |

### Klima
Das Klima ist tropisch-monsunal. Im Jahr 2000 betrug die Anzahl der Regentage 212 mit einer Niederschlagsmenge von 2642 mm. Die Höchsttemperatur im Jahr 2008 betrug 34,7 °C, die tiefste Temperatur wurde mit 21,9 °C gemessen. An 176 Regentagen fielen in demselben Jahr 2584,2 mm Niederschlag.

## Wirtschaft und Bedeutung

### Daten
Im Jahr 2011 betrug das „Gross Provincial Product“ (Bruttoinlandsprodukt) der Provinz 33,951 Milliarden Baht.
```
Wirtschaftszweig 2006  2007  2008

Landwirtschaft 29,9  30,4  31,2
Industrie 11,8  11,8  13,0  
Alle Angaben in %
[
2
]

Andere 58,3  57,8  55,8
```

Der Mindestlohn in der Provinz beträgt 173 Baht pro Tag (etwa 4 €).
Die am stärksten zur Wirtschaftsleistung der Provinz beitragende Branche war im Jahr 2011 die Landwirtschaft mit 12,243 Mrd. Baht, gefolgt vom Fischfang mit 4,970 Mrd. Baht, dem verarbeitenden Gewerbe mit 4,193 Mrd. Baht, sowie dem Groß- und Einzelhandel mit 4,066 Mrd. Baht.

### Landnutzung
Für die Provinz ist die folgende Landnutzung dokumentiert:
- Waldfläche: 601.558 Rai (376,0 km²), 38,8 % der Gesamtfläche
- Landwirtschaftlich genutzte Fläche: 470.691 Rai (294,2 km²), 30,4 % der Gesamtfläche
- Nicht klassifizierte Fläche: 477.112 Rai (298,2 km²), 30,8 % der Gesamtfläche

### Flughafen
Satun selbst besitzt keinen Flughafen, ist aber über Trang und Hat Yai per Flugzeug zu erreichen.
- Trang (IATA-Code TST), Hat Yai (HDY)

## Geschichte
Satun war bis 1813 ein Distrikt namens Mukim Setul im malaiischen Sultanat Kedah. Nach einer gescheiterten Unabhängigkeitsbestrebung des Sultans von Kedah ordnete der siamesische König Rama III. (Phra Nang Klao) 1833 die Aufspaltung von Kedah in vier separate Mueang an: Kubang Pasu, Saiburi (der siamesische Name für Kedah), Perlis und Satun. Mueang Satun wurde der Verwaltung der Provinz Nakhon Si Thammarat unterstellt.
Im Jahr 1897 vereinigte König Rama V. (Chulalongkorn) die vier Städte unter dem neu eingerichteten Monthon Saiburi. Bei der Unterzeichnung des Anglo-Siamesischen Vertrags von 1909 (Vertrag von Bangkok) zwischen Großbritannien und Siam wurde allein Satun dem heutigen Thailand zugeschlagen, weil hier eine Bevölkerungsmehrheit siamesisch war. Der Rest des Sultanats Kedah wurde Teil der Unfederated Malay States unter britischem Protektorat. Ab 1910 wurde Satun durch den Monthon Phuket verwaltet und seit 1925 in der Nachfolge-Körperschaft Monthon Nakhon Si Thammarat. Nach der Auflösung der Monthon-Verwaltung im Jahr 1933 erhielt Satun den Status einer eigenständigen Provinz (Changwat).
Ursprünglich bestand die Provinz Satun aus zwei Bezirken und einem Kleinbezirk. Mambang (มำบัง) war einer der Bezirke, er wurde 1938 in Mueang Satun umbenannt.
Siehe auch: Geschichte Thailands

## Bevölkerung
Satun ist eine der vier Provinzen in Thailand, die eine muslimische Bevölkerungsmehrheit stellen. 67,8 % bekennen sich zum Islam, 31,9 % sind Buddhisten. Die Muslime in Satun sind jedoch in der Regel keine ethnischen Malaien, wie in den Provinzen Pattani, Narathiwat und Yala, sondern gehören mehrheitlich zu der islamisierten thaisprachigen Volksgruppe der Sam-Sam. Lediglich 9,9 % der Bevölkerung gab bei der Volkszählung im Jahr 2000 an, hauptsächlich Malaiisch zu sprechen. Sie sprechen anders als die Malaien in Narathiwat, Pattani und Yala nicht das Pattani-Malaiische, sondern einen Dialekt, der dem des benachbarten malaysischen Bundesstaats Kedah ähnelt.

## Sehenswürdigkeiten
(Siehe auch Eintrag in Satun)
- Nationalparks:

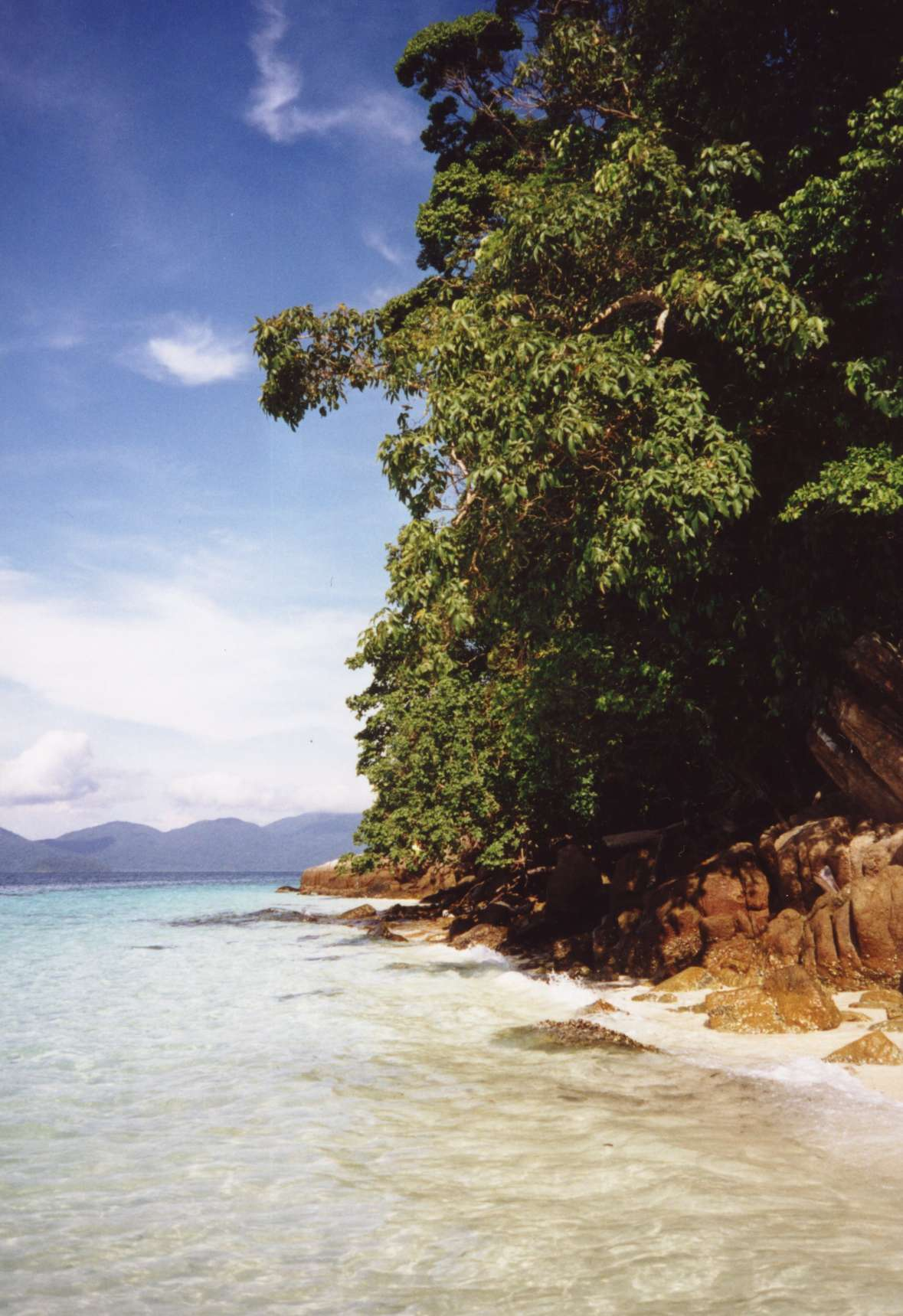
Ko Yang im Nationalpark Tarutao

  - Nationalpark Thale Ban – natürliches Moorgebiet, umgeben von malerischen Bergen mit zahlreichen Höhlen und Wasserfällen
  - Nationalpark Tarutao – der erste Meeres-Nationalpark Thailands, etwa 30 km von der Küste entfernt; zum Nationalpark gehören etwa 50 Inseln, von denen Ko Tarutao die größte ist. Hier wurden zwischen 1939 und 1947 politische Gefangene untergebracht.
  - Nationalpark Mu Ko Phetra – Meeres-Nationalpark im nördlichen Teil der Provinz

## Symbole
Das Siegel der Provinz Satun zeigt Phra Samut Thewa auf einem Stein im Meer sitzend vor einem Sonnenuntergang. Phra Samut Thewa ist der Gott, der das Meer beherrscht, der Stein ist sein göttliches Fortbewegungsmittel. Der Sonnenuntergang symbolisiert die Andamanensee im Westen der Provinz.
Der lokale Baum ist der Thailändische Palisander (Dalbergia bariensis) und die lokale Blume die Berg-Bauhinie (Bauhinia acuminata).
Der Wahlspruch der Provinz Satun lautet einfach:
Satun ist schön, rein mit ursprünglicher Natur.

## Verwaltungseinheiten

### Provinzverwaltung
Satun ist in sieben Landkreise (Amphoe) eingeteilt, die wiederum in 36 Kommunen (Tambon) und 277 Dorfgemeinschaften (Muban) gegliedert sind.
| \| Amphoe (Landkreise) \| \| -------------------------------------------------------------------------------------------------------------------------------------------------------------------------------------------------------------------------------------- \| \| 1. Amphoe Mueang Satun (อำเภอเมืองสตูล) 2. Amphoe Khuan Don (อำเภอควนโดน) 3. Amphoe Khuan Kalong (อำเภอควนกาหลง) 4. Amphoe Tha Phae (อำเภอท่าแพ) 5. Amphoe La-ngu (อำเภอละงู) 6. Amphoe Thung Wa (อำเภอทุ่งหว้า) 7. Amphoe Manang (อำเภอมะนัง) \| |
| Amphoe (Landkreise) |
| 1. Amphoe Mueang Satun (อำเภอเมืองสตูล) 2. Amphoe Khuan Don (อำเภอควนโดน) 3. Amphoe Khuan Kalong (อำเภอควนกาหลง) 4. Amphoe Tha Phae (อำเภอท่าแพ) 5. Amphoe La-ngu (อำเภอละงู) 6. Amphoe Thung Wa (อำเภอทุ่งหว้า) 7. Amphoe Manang (อำเภอมะนัง) |

### Lokalverwaltung
Für das ganze Gebiet der Provinz besteht eine Provinz-Verwaltungsorganisation (องค์การบริหารส่วนจังหวัด, kurz อบจ., Ongkan Borihan suan Changwat; englisch Provincial Administrative Organization, PAO).
In der Provinz gibt es eine Stadt (เทศบาลเมือง – Thesaban Mueang): Satun (เทศบาลเมืองสตูล).
Daneben gibt es 6 Kleinstädte (เทศบาลตำบล – Thesaban Tambon).